# 15-ös busz (Miskolc)

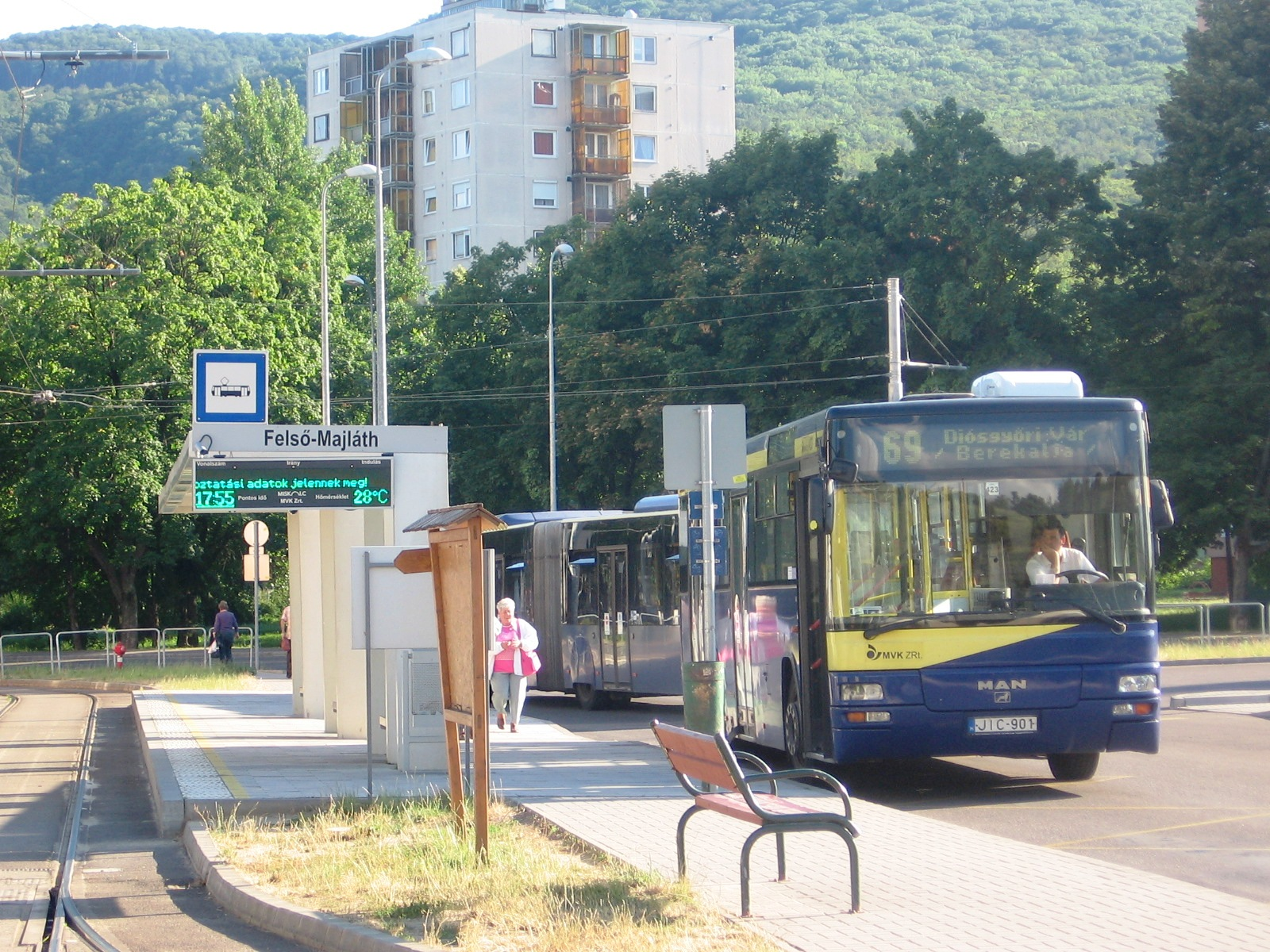
A járat egyik végállomása: Felső-Majláth

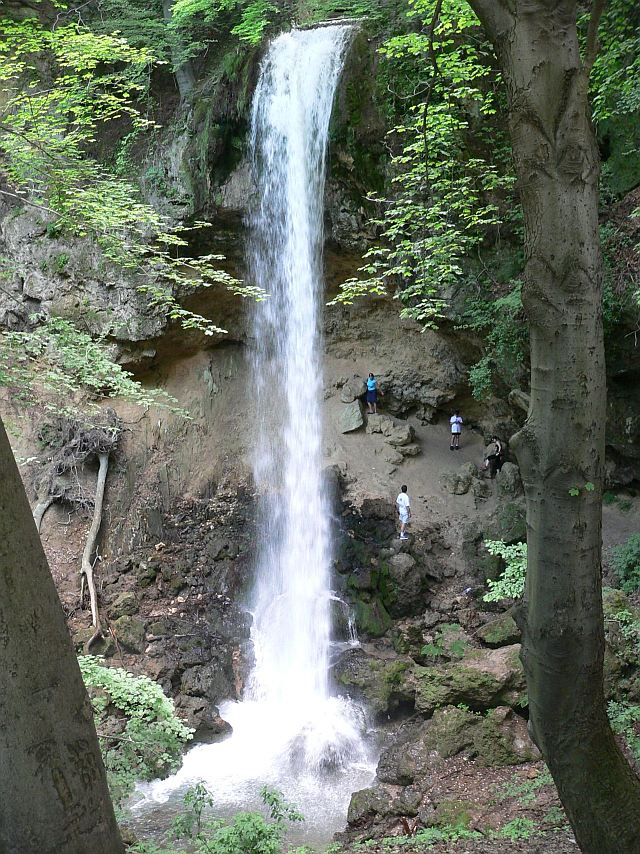
A Lillafüredi-vízesés

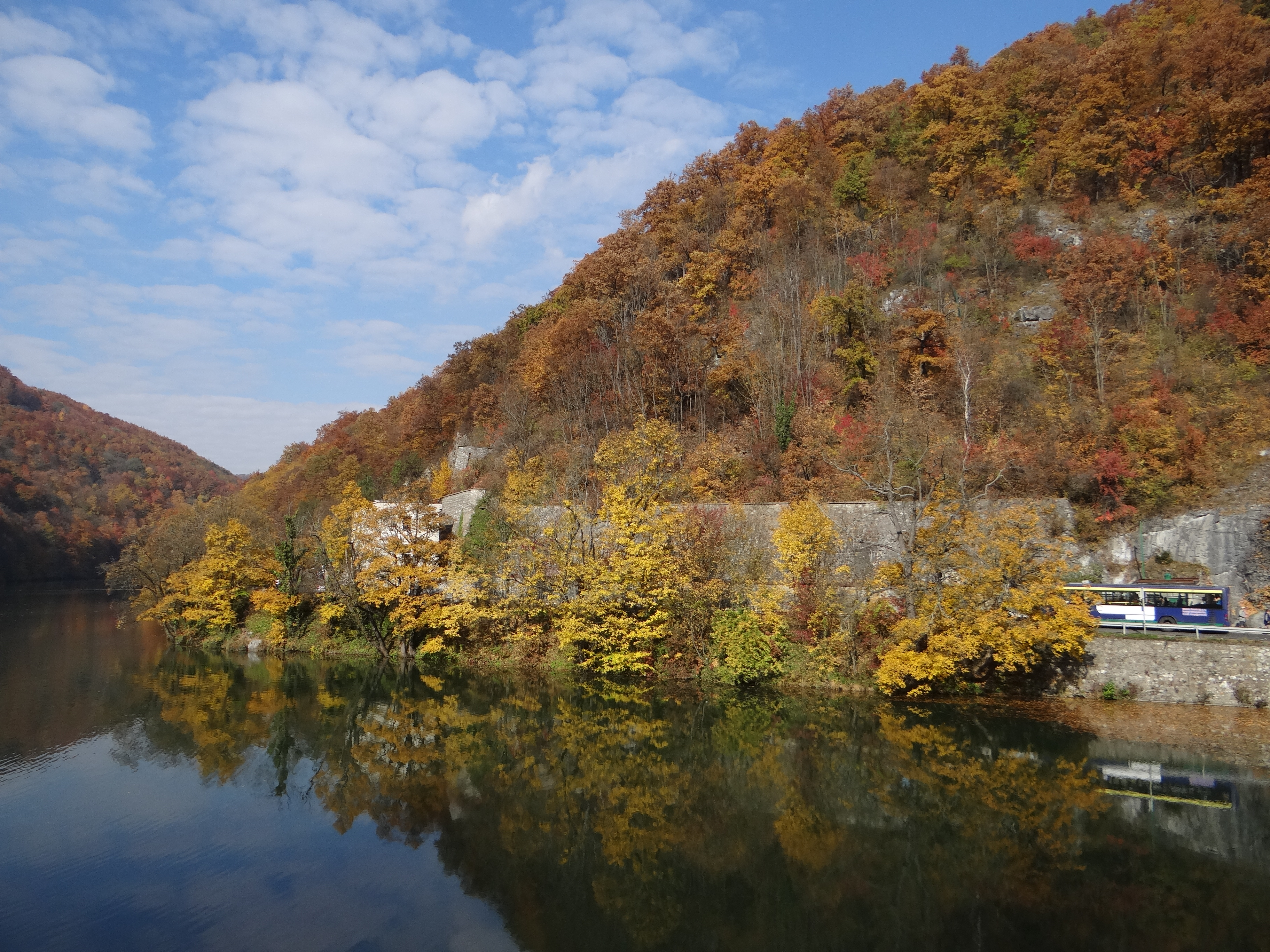
„A szikla” az őszi Hámori-tó partjánál

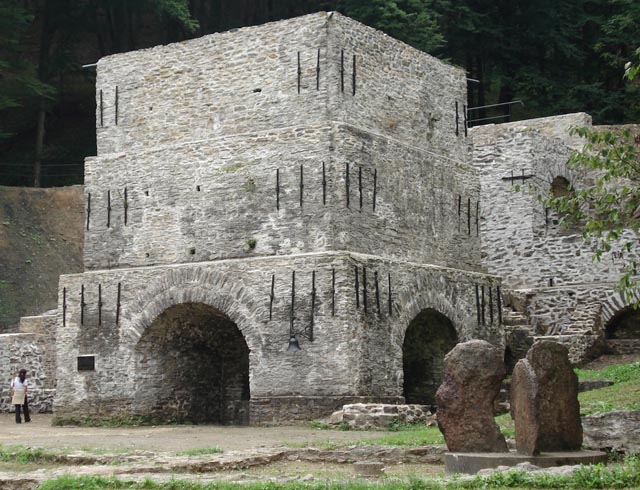
Az Európai viszonylatban is ritkaságnak számító idén éves Őskohó

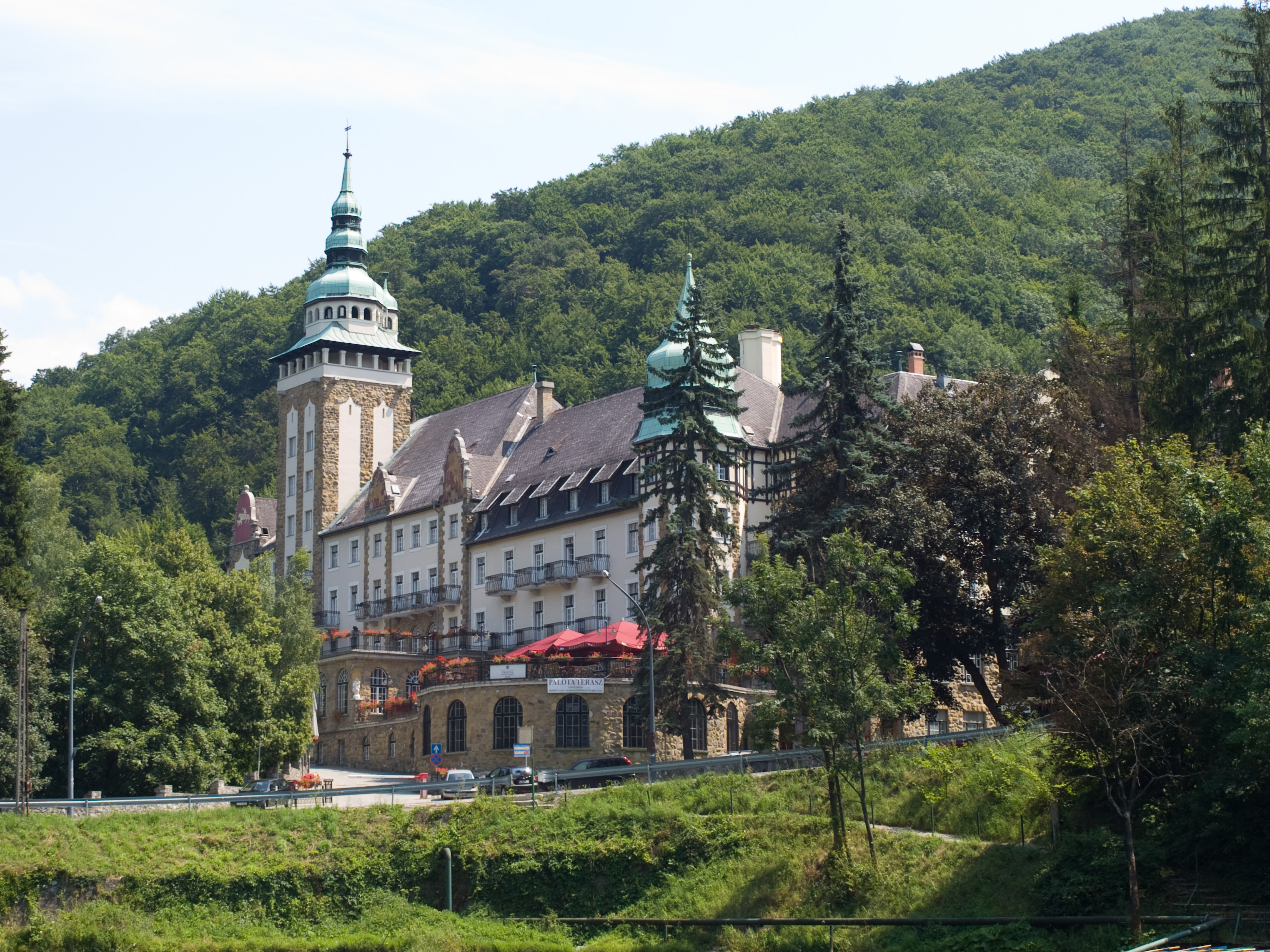
A Palotaszálló északi homlokzata. A szálloda épülete műemlék!

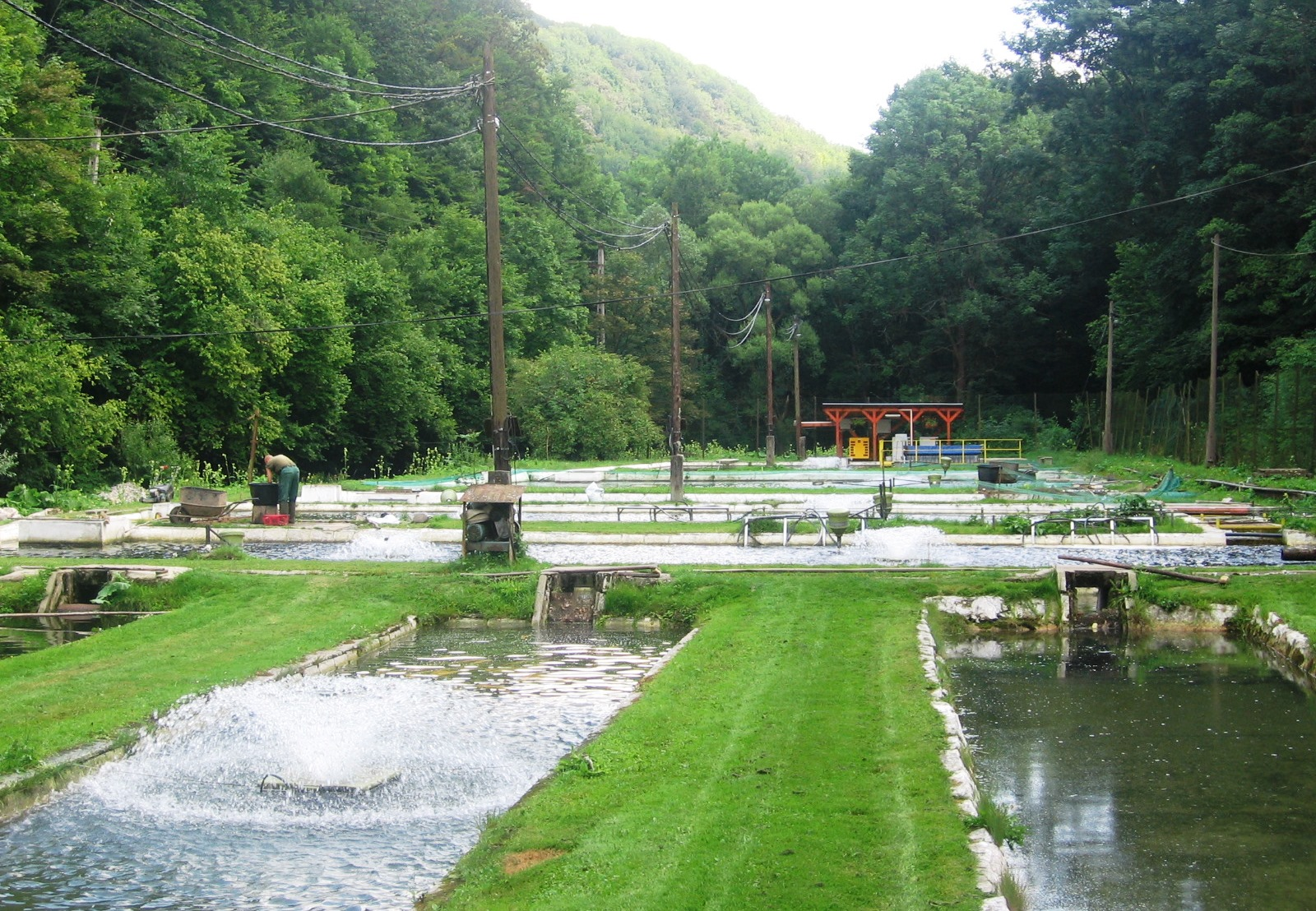
Pisztrángkeltető.

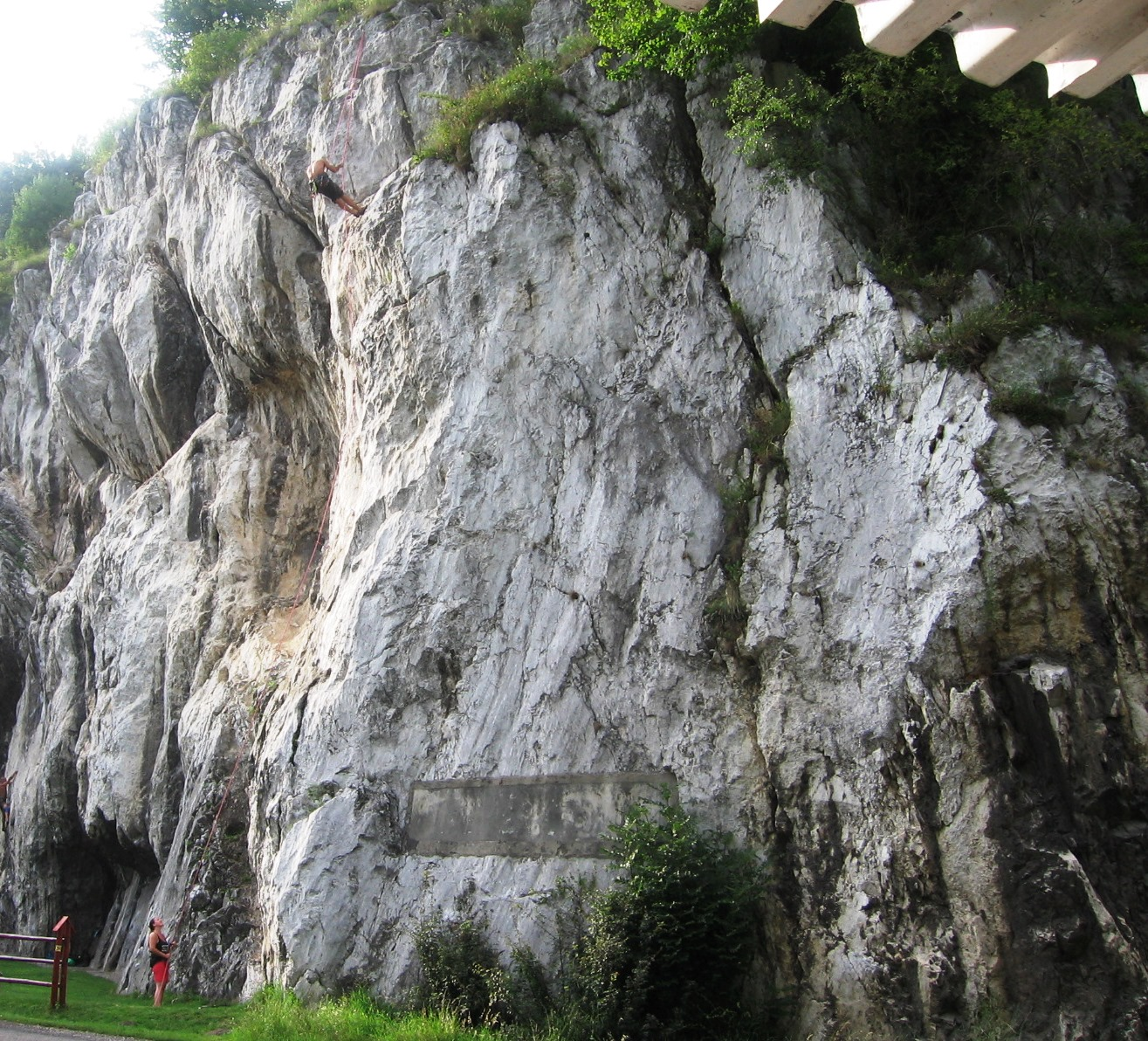
Az egyik mászófal Felsőhámorban

A miskolci 15-ös buszjárat a város és Ómassa kapcsolatát látja el. Az 5-ös mellett ez az egyetlen olyan útvonal, ahol szombat-vasárnap több busz jár, mint hétköznap; hétköznap 1, hétvégén 2 busz látja el a viszonylatot. Néhány járat betéréssel érinti Lillafüred végállomást is, míg egy reggeli járat Ómassa felől a diósgyőri várig közlekedik. A két végállomás közti távot 23 perc alatt teszi meg. 

## Története
Induló végállomásai sokszor változtak, de a külső mindig Ómassa maradt. Indult már Lillafüredről, az Újgyőri főtérről (akkor Marx tér), a Majális-parkból, de Diósgyőrből is. 2012 óta Felső-Majláth a végállomás, amióta a villamoshosszabbítás elkészült.
A járat néhány esetben az Injekcióüzemhez és Lillafüredre is betér. Érdekesség, hogy 1995-ben létrejött éjszakai párja, a 15É jelzésű busz, mely ugyancsak Lillafüred érintésével közlekedett, de azzal a különbséggel, hogy csak egy éjszakai időpontban indult oda és vissza is.
2021. április 17-től minden időpontban Lillafüred végállomás, de olykor az Injekcióüzem érintésével is közlekedik az 5-ös járat 2021. május 23-tól való újraindulása mellett. Az Injekcióüzem érintésével közlekedő 15-ös járatok 15Y jelzéssel közlekednek. 

## Követési ideje
Mindennap óránként közlekedik.

## Útvonala
| Ómassa felé                                                                                       | Felső-Majláth felé                                                                                |
| ------------------------------------------------------------------------------------------------- | ------------------------------------------------------------------------------------------------- |
| - Felső-Majláth - Hegyalja út - Vadas Jenő utca - Vásárhelyi István sétány - Ómassa utca - Ómassa | - Ómassa - Ómassa utca - Vásárhelyi István sétány - Vadas Jenő utca - Hegyalja út - Felső-Majláth |

## Megállóhelyei
| 0  | Felső-Majláth        | 28 | 1, 5, 21, 53, 54, 101B, ZOO 1 | Majláth, villamosvégállomás |
| 2  | Hóvirág utca         | 26 | 1, 5, 53, ZOO                 |                             |
| 3  | Papírgyár            | 25 | 1, 5, 53, ZOO                 | Diósgyőri Papírgyár         |
| 4  | Majális-park         | 24 | 1, 5, 53, ZOO                 | Majális-park                |
| 5  | Csanyik-völgy        | 23 | 5                             | Csanyik                     |
| 6  | Alsó-Hámor           | 21 | 5                             |                             |
| 7  | Felső-Hámor          | 20 | 5                             | Felsőhámor                  |
| 10 | Palotaszálló         | 18 | 5 LÁEV kisvasút (330)         | Palotaszálló, Hámori-tó     |
| 11 | Szent István Barlang | 17 | 5                             |                             |
| 12 | Lillafüred           | 16 | 5                             |                             |
| 13 | Szent István Barlang | 15 | 5                             |                             |
| 14 | Palotaszálló         | 14 | 5 LÁEV kisvasút (330)         | Palotaszálló, Hámori-tó     |
| 15 | Palotaszálló (15)    | 13 | 5 LÁEV kisvasút (330)         | Palotaszálló, Hámori-tó     |
| 21 | Újmassa-Őskohó       | 8  | LÁEV kisvasút (330)           | Újmassai őskohó             |
| 22 | Pisztrángos          | 6  |                               | Lillafüredi Pisztrángtelep  |
| 24 | Középgaradna         | 5  |                               |                             |
| 25 | Garadna kisvasút     | 3  | LÁEV kisvasút (330)           |                             |
| 30 | Ómassa végállomás    | 0  |                               | Ómassa                      |

## Látnivalók a buszjárat vonalán
Lillafüredi-vízesés

Hozzá legközelebb eső megálló: Palotaszálló.
20 m-s magasságával ez Magyarország legmagasabb olyan vízesése, ahol a víz szabadon esik. Létrejötte nem természetes, mivel a Palotaszálló építése miatt terelték a patakot a már akkor is meglévő sziklafalhoz, és ezzel egy újabb látnivalót hoztak létre.
A vízesés csak a csapadékosabb években működik, mivel a Szinva vizének egy része (tisztítás után) a miskolci ivóvízhálózatba kerül.
Anna-mésztufabarlang

Hozzá legközelebb eső megálló: Palotaszálló.

Ez egy igen különleges barlang, az egész világon mindössze 6 hozzá hasonló létezik, éppen ezért Magyarország egyik különleges természeti értékének számít. A barlang részben a Palotaszálló és részben a vízesés alatt van.
Szent István-barlang

Hozzá legközelebb eső megálló: Palotaszálló.
A cseppkőbarlangot 1913-ban fedezték fel, a hagyomány szerint úgy, hogy egy kutya beleesett az egyetlen természetes bejáratán át, ami egy 15 m mély üreg volt, és vonyítása nyomán találtak rá magára a barlangra. Első bejárója Kadić Ottokár volt 1913-ban. Feltárását 1927-ben kezdték meg Révay Ferenc irányításával.
A barlang még jelenleg sincs teljesen feltárva, nem is látogatható teljes hosszában.
Szeleta-barlang (Ősemberbarlang)

Hozzá legközelebb eső megálló: Felsőhámor

(Innen nagy emelkedéssel egy turistaúton kell felsétálni).

A Szeleta-barlang az első magyarországi barlangi ásatások helye, a Szeleta-kultúra névadója. Lakottsága az utolsó interglaciális elejétől több mint 100 ezer éven keresztül kimutatható.
Lillafüredi Függőkert

Hozzá legközelebb eső megálló: Palotaszálló.
A Palotaszálló alatt részben a kőbe vésett teraszból kilátás nyílik a vízesésre és Felső-Hámorra is. A felső része a Palotaszálló, míg alján már Felső-Hámor van.
Hámori-tó

Hozzá legközelebb eső megálló: Palotaszálló.

Ez egy mesterségesen megnagyobbított tó. Hossza 1,5 km, mélysége 9 m. A tavat 1813-ban duzzasztották fel. Erre azért volt szükség, hogy a Garadna-patak vízingadozásait mérsékelje, nyáron biztosítva legyen elég víz Miskolc számára, a tavaszi hóolvadás idején meg ne legyenek nagy áradás a lezúduló víz miatt.
A tó déli oldalán a Kisvasút és gyalogos ösvény, az északi oldalán közút visz. Egyszer a közútról egy városi autóbuszjárat beleesett a tóba.
Ma is főleg a vízingadozás mérséklése a feladata, de a partján lévő ösvény és padok kedvelt kikapcsolódó hely.
Őskohó

Hozzá legközelebb eső megálló: Újmassa Őskohó.
Az újmassai őskohó Magyarország egyik legfontosabb ipari műemléke, Európában is ritkaságnak számít. Ez Magyarország legrégebbi faszén tüzelésű kohója, 1813-ban építette Fazola Henrik.
Palotaszálló
Hozzá legközelebb eső megálló: Palotaszálló.
A lillafüredi Palotaszálló 1925 és 1929 között épült a Hámori-tó mellett, Lux Kálmán tervei alapján, neoreneszánsz stílusban – állami beruházásként. Ez a környék egyik leghíresebb szállodája, de maga az épület is látványosságnak számít.
Éjszaka gyönyörű díszkivilágításban pompázik.
Kohászati múzeum

Hozzá legközelebb eső megálló: Felsőhámor.
A múzeum főleg makettek és eredeti tárgyak formájában mutatja be a kohászat történetét és Miskolchoz kötődését.
Pisztrángkeltető

Hozzá legközelebb eső megálló: Pisztrángkeltető
Ez egy különlegességnek számító haltelep. Mivel a pisztrángok szűk tűrésű állatok, különleges körülményeket kell teremteni a víz hőmérsékletét, oxigéntartalmát és áramlási sebességét nézve.
A telepen étterem működik, ahol hegyi környezetben lehet megenni a halakat.
Ökoturisztikai centrum

Hozzá legközelebb eső megálló: Palotaszálló.

Főleg a kisvasutakról és Magyarország kisvasútjairól szól, de a Garadna-völgyet is bemutatja. Május 1. és szeptember 30. között látogatható szerdától vasárnapig és minden hónap második keddjén 9–17 óra között, szezonon kívül külön kérésre.
A kiállítást a régi váróteremben alakították ki, azért is tudják nélkülözni, mert a peron fedett részét meghosszabbították.
Hámori mászófal

Hozzá legközelebb eső megálló: Felsőhámor.
Lillafüred előtt, Miskolc felé egy kilométerrel a völgy szurdokká keskenyedik. Ennek mindkét oldalán sziklamászók által kedvelt, természetes fal található. Január végén itt rendszeresen jégmászó versenyt rendeznek, nyáron pedig a sziklamászás kedvelői hobbiként felmászhatnak rá.
Molnár-szikla

Hozzá legközelebb eső megálló: Alsóhámor.
A Hámori-völgy oldalában lévő sziklához, amelynek tetején fakereszt áll, két különböző legenda is fűződik. Az egyik szerint a szikla onnan kapta nevét, hogy innen ugrott le a szegény molnárlegény és a gazdag molnár lánya, akik nem lehettek egymáséi. Egy kevésbé ismert, de Jókai által megörökített legenda szerint egy idős molnár ugrott le a szikláról, amikor megtudta, hogy fiatal felesége megcsalja.
Papírgyári múzeum

Hozzá legközelebb eső megálló: Papírgyár
A pénzpapírt és hivatalos okmányok papírját is gyártó nagy múlttal rendelkező Papírgyár egy kiállításon mutatja be történetét és a papírgyártás folyamatát az országban egyedülálló módon.
Hámori mászófal

Hozzá legközelebb eső megálló: Felsőhámor.
Lillafüred előtt, Miskolc felé egy kilométerrel a völgy szurdokká keskenyedik. Ennek mindkét oldalán sziklamászók által kedvelt, természetes fal található. Január végén itt rendszeresen jégmászó versenyt rendeznek, nyáron pedig a sziklamászás kedvelői hobbiként felmászhatnak rá.
Herman Ottó-barlang

Hozzá legközelebb eső megálló: Felsőhámor
A 236 m tengerszint feletti magasságban, középső triász időszaki mészkőben képződött üreg rétegsorának első régészeti-paleontológiai feltárását 1915-ben, majd 1917-ben Kadić Ottokár vezetésével két ütemben végezték el. A munkák során az ásatók a barlang Bejárati Folyosójában és a Csarnokban (1915), valamint a Felső Bejáratban (1917) a teljes üledéksort eltávolították, s eközben összesen 17 réteget azonosítottak. Az alsó hat pleisztocén, a felső tizenegy pedig holocén kori állatok maradványait tartalmazta. Az alulról számított 2., 3. és 5. rétegből összesen 700 db őskőkori pattintott kőszilánkot és -pengét, magkövet, valamint kész kőeszközt (fúrót, vésőt, kaparót, vakarót) gyűjtöttek be.
A barlang ma fokozottan védett és csak engedéllyel lehet látogatni.
Sebes-víz
Mésztufa vízesésekkel rendelkező meredek, vadregényes völgy.
Hozzá legközelebb eső megálló: Garadna
Szentléleki pálos kolostor
Gótikus műemlék monostorrom a Bükk Kis-fennsíkján. 
Hozzá legközelebb eső megálló: Ómassa
(Innen nagy emelkedéssel egy turistaúton kell felsétálni).

## Érdekességek
Miskolc egyik olyan viszonylata, mely csak tolatással tud megfordulni a kicsi buszforduló miatt.